# Série 41 a 55 da CP
A Série 41 a 55 foi um tipo de locomotiva a tracção a vapor, utilizada pela Companhia dos Caminhos de Ferro Portugueses. Fez originalmente parte da frota dos Caminhos de Ferro do Estado, onde possuía a numeração de 14 a 31.

## História
Nos primeiros anos do século XX, várias locomotivas desta série faziam serviços no Ramal de Lagos, estando então adscritas ao depósito de Tunes, em conjunto com o depósito de Faro, estando então ainda integradas na série 14 a 31. Durante uma greve dos funcionários dos caminhos de ferro em 1927, foram sabotadas as locomotivas 22 e 27 em Faro, 16 e 23 em Portimão, 21 e 25 em Santa Clara-Sabóia, e a 20 em Vila Real de Santo António. O serviço prestado pelos caminhos de ferro no Sul de Portugal foi criticado na edição de Agosto de 1927 do jornal Correio do Sul, onde se afirmava que a região tinha sido desfavorecido em termos de material circulante, uma vez que as principais locomotivas tinham sido removidas para outras linhas após as greves, ou nunca chegaram a servir naquela zona. As locomotivas que sobraram, incluindo as da Série 14 a 31, não tinham capacidade suficiente para assegurar os comboios, levando a grandes atrasos e supressões nos horários.
Em 11 de Maio desse ano, os Caminhos de Ferro do Estado foram integrados na Companhia dos Caminhos de Ferro Portugueses, tendo as locomotivas desta série passado a ostentar a numeração de 1114 a 1131, e posteriormente de 41 a 55.